# Мадель, Йоханнес
Йоханнес Рудольф Ойген Мадель (нем. Johannes Rudolf Eugen Madel; 19 ноября 1887, Диллинген-ан-дер-Донау — 9 сентября 1939, Блашки) — немецкий геолог, профессор и ректор в Горной академии Фрайберга.

## Биография
Йоханнес Рудольф Ойген Мадель родился 19 ноября 1887 года в городе Диллинген-ан-дер-Донау; в 1907—1911 годах он учился во Фрайберге, где получил диплом инженера. С 1912 по 1913 год он был научным ассистентом в области геологии. В период с 1913 по 1924 год Мадель работал в Браде в Трансильвании, в Константинополе, на острове Целебес (сегодня — Сулавеси в Индонезии); c 1923 года он являлся инженером на перерабатывающем заводе в Браде.
С 1924 по 1939 год Йоханнес Мадель занимал пост профессора по переработке и добыче в Горной академии Фрайберга и, одновременно, являлся директором Института по переработке и добыче полезных ископаемых. В 1927 году в академии была введена в эксплуатацию лаборатория по переработке полезных ископаемых, созданная по проекту Маделя. 11 ноября 1933 года Йоханнес Мадель был среди более 900 ученых и преподавателей немецких университетов и вузов, подписавших «Заявление профессоров о поддержке Адольфа Гитлера и национал-социалистического государства». В 1935—1937 годах он также был ректором ВУЗа, хотя Мадель и не был национал-социалистом: его избрание на данный пост предотвратило победу кандидата от НСДАП.
В первые дни Второй мировой войны — 9 сентября 1939 года — Мадель, будучи офицером Вермахта, скончался после ранения, полученного на поле боя. В 1942 году его преемником на кафедре стал профессор Вернер Грюндер (Werner Gründer, 1902—1962).

## Сочинения
- Berg- und Aufbereitungstechnik (Grundlagen zum Entwerfen von Bergwerks- und Aufbereitungsanlagen, einschließlich Anlagen in der Industrie der Steine und Erden), hrsg. von K. Kegel u. Johannes Madel, Knapp, Halle.
- Mitarb.: Der Chemie-Ingenieur, Handbuch, Bd. I, Teil II, Leipzig 1933.